# Mariusz Śrutwa
Mariusz Lesław Śrutwa (ur. 15 lipca 1971 roku w Bytomiu) – polski piłkarz, napastnik; gracz m.in. Ruchu Chorzów, Legii Warszawa i reprezentacji Polski. Komentator sportowy stacji Canal+ Sport.

## Życiorys
Mariusz Śrutwa jest wychowankiem Polonii Bytom, gdzie grał w sezonach 1989/1990, 1990/1991. Później przeszedł do Ruchu Chorzów, gdzie grał do 2006 roku, z roczną przerwą na grę w Legii Warszawa (wiosna i jesień 1999). W barwach Ruchu zdobył Puchar Polski (1996), tytuł króla strzelców I ligi (1998) i II ligi (1996) oraz był finalistą Pucharu Intertoto (1998). W dniu 15 września 2005 roku zaliczył 400. mecz w barwach "Niebieskich", dorobek strzelecki wynosił wtedy 162 bramki.
6 maja 2000 w meczu Wielkich Derbów Górnego Śląska rozgrywanym w Zabrzu po podyktowaniu przez sędziego Żyjewskiego kontrowersyjnego rzutu karnego na korzyść gospodarzy wraz z Marcinem Baszczyńskim zaatakował arbitra, co zarejestrowały kamery telewizyjne. W efekcie obaj piłkarze zostali zawieszeni przez PZPN – początkowo odpowiednio na 6 i 8 miesięcy, później kary złagodzono, jednak do końca sezonu już nie zagrali. Po meczu sędzia tłumaczył, że potknął się na serpentynie, a urazy na nodze to efekt odnowienia się starej kontuzji, natomiast ukarany za zajście na boisku żółtą kartką Śrutwa stwierdził, że sędzia potknął się na kretowisku.
W reprezentacji Polski piłkarz zaliczył 5 meczów, nie zdobywając żadnego gola. Debiutował w kadrze 19 lutego 1996 w meczu z Japonią w Hongkongu przegranym 0:5, a ostatni raz zagrał w niej 18 sierpnia 1998 roku w Krakowie w meczu z Izraelem, wygranym 2:0.
Po sezonie 2005/2006 rozwiązano z nim kontrakt w Ruchu, gdyż trener Marek Wleciałowski uznał go za nieprzydatnego dla drużyny. Wywołało to falę protestów wśród kibiców Niebieskich, którzy w ramach "protestu" zdewastowali murawę stadionu Ruchu. Mariusz Śrutwa ostatni w swej karierze mecz w barwach Ruchu Chorzów rozegrał 10 czerwca 2006 z Polonią Bytom, na stadionie przy ul. Cichej w Chorzowie, wygrany przez Ruch 5:1. Zawodnik został zmieniony przez Krzysztofa Bizackiego – również wieloletniego piłkarza drużyny z Chorzowa w 80. minucie meczu, w którym strzelił jedną bramkę. Niechciany w Ruchu, przeniósł się na halę i grał przez pewien czas w futsalowym klubie Clearex Chorzów. Prowadzi również własną działalność gospodarczą, zajmującą się pełnieniem usług kominiarskich.
Śrutwa przez cały swój okres gry w Ruchu (w sumie 14 lat) grał z numerem 10. na koszulce.
Po sezonie 2005/2006 po zdaniem wielu niesprawiedliwym zrezygnowaniu ze Śrutwy przez trenera Ruchu Marka Wleciałowskiego ogłosił on zakończenie kariery piłkarskiej, jednak od rundy wiosennej sezonu 2006/2007 znów pojawi się na krajowych boiskach. W zimowym okienku transferowym sezonu 2006/2007 dużo mówiło się o jego powrocie do klubu, którego jest wychowankiem – Polonii Bytom, jednak po ogłoszeniu przez zarząd tego klubu, iż nie zamierza zatrudniać Śrutwy, 23 stycznia 2007 r. podpisał on półroczny kontrakt z trzecioligowym Rozwojem Katowice. Po umownym pół roku zawodnik nie przedłużył kontraktu z Rozwojem. Rozważał pożegnanie z kibicami Ruchu, wchodząc na boisko na symboliczną minutę podczas jednego z meczów ligowych, ale jak sam mówi, najbardziej zależało mu na tym w momencie, kiedy "Niebiescy" walczyli o pierwszą ligę, na łamach prasy powiedział, że "ekstraklasa to zbyt poważna sprawa", a także, że nie zamierza organizować pożegnalnego benefisu, jak uczynił, np. piłkarz Ruchu Dariusz Gęsior. Mimo tego w połowie 2013 poinformował, że planuje rozegrać ostatni mecz ligowy w barwach Ruchu i tym samym oficjalnie zakończyć karierę zawodniczą.
W 2018 został skazany przez Sąd Rejonowy w Prudniku na zapłatę 10 tys. złotych grzywny za nielegalne składowanie 300 ton śmieci na terenie nieczynnej cegielni w Konradowie, a także zobowiązał go do zapłaty 2 tys. zł nawiązki na rzecz Narodowego Funduszu Ochrony Środowiska i Gospodarki Wodnej.
Jego córka Marta uprawia akrobatykę sportową i jest reprezentantką Polski w tej dyscyplinie.